# 对巨蟹蛛
对巨蟹蛛（学名：Heteropoda amphora）为巨蟹蛛科巨蟹蛛属的动物。在中国大陆，分布于四川、香港等地。该物种的模式产地在四川。